# El Viaducte de Starrucca
El Viaducte de Starrucca, que té per títol original en anglès Starrucca Viaduct, 1865, és una pintura de Jasper Francis Cropsey, datada l'any 1865. Cropsey fou un important pintor paisatgista estatunidenc de l'Escola del Riu Hudson.
Jasper Francis Cropsey era arquitecte a més de pintor. En aquest sentit, era l'artista idoni per representar una important obra d'enginyeria civil, integrada en un hermós paisatge. Per altra part, Cropsey va ser reconegut, ja a la seva època, tant pel el públic com per la crítica, com al millor pintor de la tardor al nord-est dels Estats Units d'Amèrica.

## Introducció
El mirador des d'on es va pintar aquest llenç era de fàcil accés, ja que els trens s'hi aturaven regularment, per permetre els passatgers admirar el panorama, especialment a la tardor, la temporada la qual el nom de Cropsey era especialment associat. Cropsey va pintar diverses vistes de la vall de Starrucca i del seu famós Viaducte, havent realitzat un detallat dibuix d'aquesta vista en 1853. Un esbós a l'oli que estableix essencialment la composició d'aquest llenç ha estat datat l'any 1856. La primera pintura a l'oli d'aquest tema data de 1864. L'obra que aparentment era més gran i important va ser destruïda en el gran incendi de Chicago, de l'any 1871.
Alguns dels mecenes més importants de Cropsey eren industrials i empresaris, que devien considerar aquest tema amb simpatia, perquè presentava la innovació tecnològica de forma que harmonitzava amb el paisatge nord-americà. El nombre de vegades que Cropsey va replicar aquest tema suggereix que devia tenir amb compte aquesta clientela, però l'aspecte formal de la composició s'ha d'explicar en termes purament estètics i creatius.

## Anàlisi de l'obra
Aquest quadre, que representa una estructura moderna i la tecnologia del ferrocarril, recorda les composicions de Claude Lorrain. Tanmateix, cal remarcar que la pròpia geografia d'aquest panorama era admirada -almenys en part- perquè concordava amb la categoria estètica del pintoresc, com també les pintures de Claude Lorrain. Fins i tot el viaducte es pot comparar amb una peça colossal d'estatuària en un paisatge clàssic perquè, sens dubte, recorda les ruïnes dels aqüeductes romans representats en els paisatges italians. Per descomptat, Cropsey va emprar els models de Claude Lorrain, fent.ne els canvis que va considerar oportú.
Cropsey degué conèixer a Anglaterra l'obra de Joseph M.V.Turner, -Pluja, vapor i velocitat. El gran ferrocarril de l'Oest (1844)-, i també coneixia i valorava a John Ruskin, però no sabem fins quin punt aquell llenç de Turner i aquell crític de l'Art van infuir en la realització de la present pintura.